# 6-甲基-2,4-二氨基-1,3,5-三嗪
6-甲基-2,4-二氨基-1,3,5-三嗪（英語：acetoguanamine）是一种三聚氰胺的衍生物，由其中一个氨基变成甲基而成，化学式：(CNH2)2CCH3N3。

## 制备
6-甲基-2,4-二氨基-1,3,5-三嗪可以由双氰胺和乙腈在碱（例如氢氧化钠和哌啶）催化下反应而成。

## 性质
6-甲基-2,4-二氨基-1,3,5-三嗪是一种可燃，不挥发的白色固体，可溶于水。